# 赤夢
赤夢（日语：レッドモンレーヴ），是日本現役純種競賽馬匹。目前主要勝場有2023年京王盃春季盃。

## 出賽前
2019年2月17日出生於北海道安平町北部牧場，成長途中於一口馬主俱樂部Tokyo Racing Co. Ltd.進行馬主募集。
其後交由美浦訓練中心練馬師藤澤和雄訓練。

## 競賽生涯

### 2歲
2021年12月5日出戰中京競馬場2歲新馬戰，比賽初段選擇領放戰術，但於直路上被衝勢猛烈的Shelby's Eye超越，最終以第二完賽。
3星期後出戰2歲未勝利戰，本次比賽處於第三、四左右的位置，在直路上逐步透出下進入全速狀態，最終成功取得首勝。

### 3歲
2022年以共同通信盃作為首戰，雖然於比賽初段成功搶前進佔第二的位置，但於直路上未能堅守優勢稍為失速，最終以第六落敗。
2月27日出戰3歲1捷馬戰，維持於先頭部隊之中並在最後彎道開始發力取位，最終於直路上迅速拋離對手輕鬆取勝。
其後進入休養，同時因練馬師藤澤和雄到達退休年齡而被轉往同屬美浦訓練中心的練馬師蛯名正義之馬房。
秋季復出後出戰傳奇練馬師盃及秋色錦標兩場班賽，分別取得一冠一亞。

### 4歲
2023年首戰為三捷馬戰節分錦標，保持良好的節奏把控下在直路瞬間透出，最終成功取得領先下以1 1/2馬位取得勝利。
4月1日出戰三級賽打吡公爵挑戰盃，賽前取得第一人氣，然而漏閘下需要維持於最後方位置，在直路上無法收窄和前方賽駒的距離，最終以第七落敗。
1個月後以京王盃春季盃作為目標，繼續保持於中團後方位置推進，並於最後彎道開始取位。進入直路後，其在外檔位置展開猛烈的衝刺，逐步蠶食前方賽駒後在中段成功超越大部份對手，最終以1/2馬位壓贏出奇致勝取得首個分級賽冠，亦為練馬師蛯名帶來首個分級賽優勝。
其後按照計劃出戰安田紀念，雖然比賽途中以穩定的節奏保持於第十二左右的中後方位置，但於直路上未能表現出最佳的衝刺，最終僅跑獲第六的戰績。
入秋後以富士錦標作為起動戰，繼續採取居中戰術保持於中團位置徐徐推進，雖然於直路上成功爆發出全長最快的末腳速度，但在末段仍然無法迫近前方透出的匯兩川，最終被對手拉開落敗。
11月挑戰一級賽一哩冠軍賽，面對前方快放的對手其選擇於中團於位置等待時機，但於進入直路後未能發揮以往的速度，最終以第九落敗。

### 5歲
2024年年初增程度出戰中山紀念，但比賽途中一直保持於最後方，在直路上亦未有明顯的衝勢，最終以尾二第十五大敗。
稍為休養後在5月出戰京王盃春季盃尋求連霸，賽前取得第二人氣。比賽開始後，其隨即墮後至隊伍後方位置，一直貼欄等待時機。進入直路後，其抽出外檔位置望空加速並轟出優秀的末腳速度，但仍然未能超越第一人氣出奇致勝，最終以鼻位差距憾負。
6月繼續以安田紀念作為目標，然而再度面對變化地之下，其未能於直路由後方展開順利的加速，最終以第十一大敗。
入秋後出戰富士錦標，然而繼續安田紀念時的頹勢，後上不及下再度跑獲第九的戰績。
11月並未前往一哩冠軍賽，而是選擇表列賽首都錦標。比賽開始後，其改為使用居中戰術，於約莫第八的位置向前推進，同時在彎道處發力上前。進入直路後，其繼續維持此前的走勢，跑出一小段衝刺下最終以第三完賽。
然而年末再度陷入低潮，出戰二級賽阪神盃以第十六大敗。

### 6歲
2025年在3月復出出戰海洋錦標，比賽初段隨即選擇留後等待時機，於彎道開始抽出外檔取位，但於直路上縱然跑出全場最快末腳亦未能迫近前方，最終以第七落敗。
其後選擇出戰京王盃春季盃，本次比賽繼續以留後戰術展開賽事，一直保持在最後方位置下於直路在外檔位置徐徐而上，雖然超越不少對手，但仍然敗於濠城、大海女神及Logi Leon取得第四。
6月出戰安田紀念，本次比賽在內欄先頭位置展開推進，雖然維持不俗的速度節奏，但在直路上仍然未能維持走勢落後，最終以第十五大敗。

### 詳細賽績
| 日期       | 舉辦國家 | 馬場 | 距離   | 級別 | 賽事名稱       | 負重 | 騎師     | 馬號 | 出馬 | 名次 | 時間   | 頭馬（二馬）    |
| ---------- | -------- | ---- | ------ | ---- | -------------- | ---- | -------- | ---- | ---- | ---- | ------ | --------------- |
| 5/12/2021  | 日本     | 中京 | 草2000 |      | 2歲新馬        | 55   | 李慕華   | 1    | 6    | 2    | 2:03.4 | Shelby's Eye    |
| 28/12/2021 | 日本     | 中山 | 草1800 |      | 2歲未勝利      | 55   | 李慕華   | 7    | 16   | 1    | 1:50.3 | （Spider Gold） |
| 13/2/2022  | 日本     | 東京 | 草1800 | GIII | 共同通信盃     | 56   | 戶崎圭太 | 7    | 11   | 6    | 1:48.7 | 野田猛鯨        |
| 27/2/2022  | 日本     | 中山 | 草1600 |      | 3歲一捷馬      | 56   | 川田將雅 | 7    | 10   | 1    | 1:35.4 | （優驥勁衝）    |
| 30/10/2022 | 日本     | 東京 | 草1600 |      | 傳奇練馬師盃   | 55   | 川田將雅 | 12   | 13   | 1    | 1:32.6 | （Teegarden）   |
| 19/11/2022 | 日本     | 東京 | 草1600 |      | 秋色錦標       | 56   | 戶崎圭太 | 8    | 16   | 2    | 1:32.0 | 駿驚天          |
| 29/1/2023  | 日本     | 東京 | 草1600 |      | 節分錦標       | 57   | 川田將雅 | 4    | 12   | 1    | 1:33.6 | （盧卡治）      |
| 1/4/2023   | 日本     | 中山 | 草1600 | GIII | 打吡公爵挑戰盃 | 56   | 川田將雅 | 3    | 16   | 7    | 1:33.6 | 工業國度        |
| 13/5/2023  | 日本     | 東京 | 草1400 | GII  | 京王盃春季盃   | 57   | 横山和生 | 12   | 18   | 1    | 1:20.3 | （出奇致勝）    |
| 4/6/2023   | 日本     | 東京 | 草1600 | GI   | 安田紀念       | 58   | 横山和生 | 13   | 18   | 6    | 1:32.0 | 前人足跡        |
| 21/10/2023 | 日本     | 東京 | 草1600 | GII  | 富士錦標       | 58   | 横山和生 | 9    | 12   | 2    | 1.31.6 | 匯兩川          |
| 19/11/2023 | 日本     | 京都 | 草1600 | GI   | 一哩冠軍賽     | 58   | 横山和生 | 12   | 16   | 9    | 1:33.0 | 匯兩川          |
| 25/2/2024  | 日本     | 中山 | 草1600 | GII  | 中山紀念       | 58   | 横山和生 | 1    | 16   | 15   | 1:50.9 | 摩天雲霄        |
| 11/5/2024  | 日本     | 東京 | 草1400 | GII  | 京王盃春季盃   | 58   | 横山和生 | 4    | 15   | 2    | 1:19.7 | 出奇致勝        |
| 2/6/2024   | 日本     | 東京 | 草1600 | GI   | 安田紀念       | 58   | 横山和生 | 3    | 18   | 11   | 1:33.2 | 浪漫勇士        |
| 19/10/2024 | 日本     | 東京 | 草1600 | GII  | 富士錦標       | 57   | 横山和生 | 9    | 17   | 9    | 1:32.8 | 花海爭榮        |
| 23/11/2024 | 日本     | 東京 | 草1600 | L    | 首都錦標       | 58   | 馬昆     | 1    | 18   | 3    | 1:32.5 | 水之輝          |
| 21/12/2024 | 日本     | 京都 | 草1400 | GII  | 阪神盃         | 58   | 岩田望來 | 17   | 18   | 16   | 1:21.0 | 奈村佳盈        |
| 1/3/2025   | 日本     | 中山 | 草1200 | GIII | 海洋錦標       | 57   | 田邊裕信 | 11   | 15   | 7    | 1:08.0 | 大海女神        |
| 5/5/2025   | 日本     | 東京 | 草1400 | GII  | 京王盃春季盃   | 57   | 戴文高   | 10   | 12   | 4    | 1:18.9 | 濠城            |
| 8/6/2025   | 日本     | 東京 | 草1600 | GI   | 安田紀念       | 58   | 戴文高   | 5    | 18   | 15   | 1:33.9 | 遠觀天象        |

## 血統簡介
父系龍王爲日本賽駒，生涯稱霸短途賽事，包括做出連霸短途馬錦標及香港短途錦標等壯舉，被稱爲日本近代最強短途馬。祖父夏威夷王亦爲日本賽駒，生涯戰績極爲優秀，僅得一戰未能獲勝，曾勝出一級賽NHK一哩賽及東京優駿（日本打吡），爲日本史上首匹贏得變則二冠的賽駒。
母系Last Groove為日本賽駒，僅出戰一場賽事取得勝利後便退役配種，血統上出自名日本雌系Dyna Carle。外祖父大震撼爲日本賽駒，爲日本賽馬史上第二匹無敗三冠馬，生涯出戰十四場賽事僅得兩場未能勝出，退役後配種成績亦極爲優秀。

### 血統表
| 父線：金滿寶系（淘金者系）          |                             |              |                |
| 種馬 龍王 2008年（棗色）            | 夏威夷王 2001年（棗色）     | 金滿寶       | 淘金者         |
| 種馬 龍王 2008年（棗色）            | 夏威夷王 2001年（棗色）     | 金滿寶       | Miesque        |
| 種馬 龍王 2008年（棗色）            | 夏威夷王 2001年（棗色）     | Manfath      | 最後大官       |
| 種馬 龍王 2008年（棗色）            | 夏威夷王 2001年（棗色）     | Manfath      | Pilot Bird     |
| 種馬 龍王 2008年（棗色）            | Lady Blossom 1996年（棗色） | 雷貓         | 雷鳥           |
| 種馬 龍王 2008年（棗色）            | Lady Blossom 1996年（棗色） | 雷貓         | Terlingua      |
| 種馬 龍王 2008年（棗色）            | Lady Blossom 1996年（棗色） | Saratoga Dew | Cormorant      |
| 種馬 龍王 2008年（棗色）            | Lady Blossom 1996年（棗色） | Saratoga Dew | Super Luna     |
| 繁殖雌馬 Last Groove 2010年（棗色） | 大震撼 2002年（棗色）       | 週日寧靜     | Halo           |
| 繁殖雌馬 Last Groove 2010年（棗色） | 大震撼 2002年（棗色）       | 週日寧靜     | Wishing Well   |
| 繁殖雌馬 Last Groove 2010年（棗色） | 大震撼 2002年（棗色）       | 風中秀髮     | Alzao          |
| 繁殖雌馬 Last Groove 2010年（棗色） | 大震撼 2002年（棗色）       | 風中秀髮     | Burghclere     |
| 繁殖雌馬 Last Groove 2010年（棗色） | 氣槽 1993年（棗色）         | 東來兵       | Kampala        |
| 繁殖雌馬 Last Groove 2010年（棗色） | 氣槽 1993年（棗色）         | 東來兵       | Severn Bridge  |
| 繁殖雌馬 Last Groove 2010年（棗色） | 氣槽 1993年（棗色）         | Dyna Carle   | 北方風味       |
| 繁殖雌馬 Last Groove 2010年（棗色） | 氣槽 1993年（棗色）         | Dyna Carle   | Shadai Feather |
| 雌系：號族：8-f                     |                             |              |                |
| 五代內近親交配：北地舞人 5×5        |                             |              |                |

## 命名由來
名字中，Red（レッド）為馬主Tokyo Horse Racing Co. Ltd.之冠名，出自其綵衣的顏色紅色，Mon Reve（モンレーヴ）於法語中，帶有「我的夢」之意思，香港則結合兩部分，翻譯為「赤夢」。

## 外部連結
- 赤夢 netkeiba.com
- 血統表